# KiWiKiD
Alan Nguyễn nổi tiếng qua cái tên KiWiKiD là một game thủ Liên Minh Huyền Thoại người Mỹ gốc Việt và từng là game thủ hỗ trợ cho tổ chức thể thao điện tử chuyên nghiệp NRG eSports. Nguyễn đang cân nhắc từ giã sự nghiệp thi đấu chuyên nghiệp và quay trở lại trường để học nốt chương trình còn lại cho đến khi tốt nghiệp.
Tháng 11 năm 2015, đội Team Dignitas đã thêm tên của anh vào trong danh sách thành viên của họ.
NRG eSports đã tuyển mộ Nguyễn vào làm game thủ chơi ở vị trí hỗ trợ khi cả đội bước chân vào giải LCS.
Nguyễn từng theo học Đại học Texas tại Austin từ năm 2011 đến năm 2012 và chơi trong đội IvyLoL của trường.

## Thứ hạng giải đấu

### Dignitas
- SF — IEM IX Cologne

### NRG eSport
- ? — LCS Bắc Mỹ mùa xuân 2016
- Hạng 9 — mùa giải chính thức LCS Bắc Mỹ mùa hè 2017
- Thua — thăng hạng mùa giải LCS Bắc Mỹ mùa xuân 2017